# Wladislaw Sasypko
Wladislaw Petrowitsch Sasypko (* 22. Januar 1953 in Donezk, Ukrainische SSR, Sowjetunion) ist ein ehemaliger sowjetischer Boxer. Sasypko war zweimaliger Europameister und Bronzemedaillengewinner der Weltmeisterschaften 1974.

## Karriere
Sasypko war sowjetischer Meister im Fliegengewicht (bis 51 kg) der Jahre 1974 und 1975 und der erste ukrainische Meister des Sports (1975). Er bestritt 140 Kämpfe, von denen er 135 gewann.
1973 gewann Sasypko in Belgrad erstmals die Europameisterschaften. Im Laufe des Turniers schlug er u. a. Enrique Rodríguez, Spanien (5:0). Im Jahr darauf erreichte er das Halbfinale der Weltmeisterschaften in Havanna, verlor dieses jedoch gegen den späteren Weltmeister Douglas Rodríguez, Kuba. Sasypkos letzte internationale Meisterschaften waren die Europameisterschaften 1975 in Katowice. Er verteidigte hier seinen Titel mit einem Finalsieg über Constantin Gruiescu, Rumänien (3:2).
In den Folgejahren konnte Sasypko sich auf nationaler Ebene nicht mehr durchsetzen und beendete daher 1978 seine Karriere.